# Fernando Pereira
Fernando Pereira (født 10. maj 1950 i Chaves, Portugal, død 10. juli 1985 i Auckland, New Zealand) var en hollandsk fotograf af portugisisk herkomst, der druknede da franske agenter den 10. juli 1985 bombede Greenpeaceskibet Rainbow Warrior i Auckland havn, New Zealand i et forsøg på at stoppe Greenpeace's aktioner mod de franske atomprøvesprænginger ved Muoroaøerne i Fransk Polynesien.
- Charlotte Rhodes (1979)
- Luigi Nono (1979)
- Boutros Boutros-Ghali (1980)
- Dodewaard (1980)